# Le Vaurien (film, 1968)
Série
Daikanbu: Burai
(1968)
Pour plus de détails, voir Fiche technique et Distribution.
Le Vaurien (無頼より 大幹部, Burai yori daikanbu) est un film japonais réalisé par Toshio Masuda, sorti en 1968. C'est le premier d'une série de six films adaptés d'un roman autobiographique de Gorō Fujita (ja) paru en 1967.

## Fiche technique
- Titre français : Le Vaurien[1]
- Titre original : 無頼より 大幹部 (Burai yori daikanbu?)
- Titre anglais : Outlaw: Gangster VIP[2]
- Réalisation : Toshio Masuda
- Assistant réalisateur : Keiichi Ozawa
- Scénario : Kaneo Ikegami et Keiji Kubota, d'après le roman autobiographique Burai: Aru bōryokudan kanbu no dokyumento (無頼 ある暴力団幹部のドキュメント?)[3] de Gorō Fujita (ja) paru en 1967
- Photographie : Kuratarō Takamura
- Montage : Osamu Inoue
- Musique : Harumi Ibe (ja)
- Décors : Takeo Kimura
- Producteur : Kaneo Iwai
- Société de production : Nikkatsu
- Société de distribution : Nikkatsu
- Pays d'origine :  Japon
- Langue originale : japonais
- Format : couleur - 2,35:1 - 35 mm - son mono
- Genre : yakuza eiga et action
- Durée : 93 minutes[4] (métrage : 8 bobines - 2 560 m[4])
- Dates de sortie : 
  - Japon : 13 janvier 1968[4]
  - États-Unis : mai 1968[2]

## Distribution
- Tetsuya Watari : Gorō Fujikawa
- Chieko Matsubara : Yukiko Hashimoto
- Kyōsuke Machida (ja) : Katsuhiko Sugiyama
- Kayo Matsuo (ja) : Yumeko Sugiyama, sa femme
- Mitsuo Hamada : Takeo Tsujikawa, un membre du clan Mizuhara
- Tamio Kawachi (en) : Isamu Tsujikawa, son frère, un membre du clan Ueno
- Tatsuya Fuji : Suzuki, un membre du clan Mizuhara
- Michitarō Mizushima (ja) : le boss Mizuhara
- Yoshirō Aoki (ja) : le boss Ueno
- Shōki Fukae (ja) : Dosuken, un membre du clan Ueno
- Yasuko Sanjō (ja) : Saeko, l'ex-petite amie de Gorō
- Takashi Nomura (ja) : le mari de Saeko
- Kaku Takashina (ja) : le patron du restaurant de yakitori
- Sanae Kitabayashi (ja) : Kimiko, sa fille
- Mina Aoe : la chanteuse de la scène finale du film

## Autour du film
Le Vaurien est adapté d'un roman autobiographique de Gorō Fujita (ja), un ex-yakuza devenu écrivain, le nom du personnage principal, Gorō Fujikawa, interprété par Tetsuya Watari fait référence à l'auteur du roman. Cinq autres suites avec Tetsuya Watari et Chieko Matsubara en vedettes voient le jour.

## Les films de la sérieBurai
- 1968 : Le Vaurien (無頼より 大幹部, Burai yori daikanbu?) de Toshio Masuda
- 1968 : Daikanbu: Burai (大幹部 無頼?) de Keiichi Ozawa
- 1968 : Burai hijō (無頼非情?) de Mio Ezaki
- 1968 : Burai: Hitokiri Gorō (無頼 人斬り五郎?) de Keiichi Ozawa
- 1968 : Burai: Kuro dosu (無頼 黒匕首?) de Keiichi Ozawa
- 1969 : Tue, vaurien, tue ! (無頼 殺せ, Burai: Barase?) de Keiichi Ozawa